# Mistrovství světa v silniční cyklistice 2020
Mistrovství světa v silniční cyklistice 2020 se uskutečnilo v italské Imole od 24. do 27. září 2020. Šampionát se měl původně konat v Aigle a Martigny ve Švýcarsku, ale 12. srpna byl zrušen kvůli probíhající pandemii covidu-19.
Na šampionátu se nekonaly žádné závody do 23 let nebo juniorů, avšak jezdci do 23 let měli umožněno se zúčastnit elitních závodů.

## Program
Všechny časy v tabulce jsou uváděny ve středoevropském letním čase.
| Datum                | Časové rozmezí       | Časové rozmezí       | Závod                | Vzdálenost           | Počet kol            |                      |                      |
| Individuální časovky | Individuální časovky | Individuální časovky | Individuální časovky | Individuální časovky | Individuální časovky | Individuální časovky | Individuální časovky |
| -------------------- | -------------------- | -------------------- | -------------------- | -------------------- | -------------------- | -------------------- | -------------------- |
| 24. září             | 14:40                | 16:35                | Ženy                 | 31,7 km              | 1                    |                      |                      |
| 25. září             | 14:30                | 16:35                | Muži                 | 31,7 km              | 1                    |                      |                      |
| Silniční závody      |                      |                      |                      |                      |                      |                      |                      |
| 26. září             | 12:35                | 16:45                | Ženy                 | 143 km               | 5                    |                      |                      |
| 27. září             | 9:45                 | 16:45                | Muži                 | 258,2 km             | 9                    |                      |                      |

## Medailisté
| Závod          | Zlato                         | Zlato         | Stříbro                       | Stříbro       | Bronz                         | Bronz         |
| Mužské závody  | Mužské závody                 | Mužské závody | Mužské závody                 | Mužské závody | Mužské závody                 | Mužské závody |
| -------------- | ----------------------------- | ------------- | ----------------------------- | ------------- | ----------------------------- | ------------- |
| Silniční závod | Julian Alaphilippe (FRA)      | 6h 38' 34"    | Wout van Aert (BEL)           | + 24"         | Marc Hirschi (SUI)            | + 24"         |
| Časovka        | Filippo Ganna (ITA)           | 35' 54,10"    | Wout van Aert (BEL)           | + 26,72"      | Stefan Küng (SUI)             | + 29,80"      |
| Ženské závody  |                               |               |                               |               |                               |               |
| Silniční závod | Anna van der Breggenová (NED) | 4h 09' 57"    | Annemiek van Vleutenová (NED) | + 1' 20"      | Elisa Longo Borghiniová (ITA) | + 1' 20"      |
| Časovka        | Anna van der Breggenová (NED) | 40' 20,14"    | Marlen Reusserová (SUI)       | + 15,58"      | Ellen van Dijková (NED)       | + 31,46"      |